# K-Maro
K-Maro, artiestennaam van Cyril Kamar, (Beiroet, 31 januari 1980) is een, in Libanon geboren, Canadees zanger.

## Levensloop en carrière
Cyril Kamar werd geboren in Beiroet. Zijn familie verhuisde in 1991 naar Canada. Hij startte hij met zingen bij de groep LMDS, afkorting voor Les Messagers du Son. In 2001 begon hij aan een solocarrière. Femme Like U behaalde de eerste plaats in België, Frankrijk en Zwitserland en een toptiennotering in Duitsland, Oostenrijk en Zwitserland. Opvolger Crazy haalde top tien in Frankrijk, Finland en Zwitserland. K-Maro zingt in het Frans en het Engels.

## Discografie
| Single met hitnotering(en) in de Vlaamse Ultratop 50 | Datum van verschijnen | Datum van binnenkomst | Hoogste positie | Aantal weken | Opmerkingen |
| ---------------------------------------------------- | --------------------- | --------------------- | --------------- | ------------ | ----------- |
| Femme Like U                                         | 2004                  | 04-09-2004            | 1               | 25           |             |
| Crazy                                                | 2004                  | 16-10-2004            | 14              | 15           |             |
| Sous l'Oeil de l'Ange/Que est ce que ça te fout      | 2005                  |                       | tip10           |              |             |
| Histoires de Luv                                     | 2005                  |                       | tip7            |              |             |

- Bibliothèque nationale de France: cb155709490 (data)
- Gemeinsame Normdatei: 135394023
- International Standard Name Identifier: 0000 0003 6847 0693
- MusicBrainz: 07a63ca4-5518-484d-b8e3-4e1bf08c89ad
- Nationale Bibliotheek van Tsjechië: xx0030849
- Nationale Bibliotheek van Israël: 987012945565805171
- Système universitaire de documentation: 086913301
- Virtual International Authority File: 69247590
- WorldCat: E39PBJgxtRq47XdJQxtmjkDwmd